# گری هیتچنز
گری هیتچنز (به انگلیسی: Gerry Hitchens) بازیکن فوتبال زادهٔ ۸ اکتبر ۱۹۳۴ اهل انگلستان بود که سابقهٔ بازی در تیم ملی فوتبال انگلستان را در کارنامهٔ خود دارد. وی در تاریخ ۱۰ مه ۱۹۶۱ نخستین بازی ملی خود را در مقابل تیم ملی فوتبال مکزیک انجام داد و با حضور در ۷ بازی ملی، در تاریخ ۱۰ ژوئن ۱۹۶۲ واپسین بازی ملی‌اش را در برابر تیم ملی فوتبال برزیل برگزار کرد.
این بازیکن توانسته در بازی‌های ملی، ۵ گل به ثمر برساند.